# Франц Шмідт (генерал)
Франц Шмідт (нім. Franz Schmidt) — австро-угорський, австрійський і німецький офіцер, генерал-майор вермахту.

## Нагороди
- Ювілейний хрест
- Срібна і бронзова медаль «За військові заслуги» (Австро-Угорщина) з мечами
- Хрест «За військові заслуги» (Австро-Угорщина) 3-го класу з військовою відзнакою і мечами
- Орден Залізної Корони 3-го класу з військовою відзнакою і мечами
- Орден Франца Йосифа, лицарський хрест з військовою відзнакою і мечами
- Військовий Хрест Карла
- Залізний хрест 2-го класу
- Медаль «За поранення» (Австро-Угорщина) з двома смугами
- Пам'ятна військова медаль (Австрія) з мечами
- Хрест «За вислугу років» (Австрія) 2-го класу для офіцерів (25 років)
- Срібний почесний знак «За заслуги перед Австрійською Республікою»
- Почесний хрест ветерана війни з мечами
- Нагрудний знак «За поранення» в чорному